# Ilha (Pombal)
Ilha ist ein Ort und eine ehemalige Gemeinde (Freguesia) im portugiesischen Kreis Pombal. Die Gemeinde hatte 1927 Einwohner (Stand 30. Juni 2011).
Am 29. September 2013 wurden die Gemeinden Ilha, Mata Mourisca und Guia zur neuen Gemeinde União das Freguesias de Guia, Ilha e Mata Mourisca zusammengeschlossen.